# Igreja de São Cristóvão (Lisboa)
A Igreja de São Cristóvão é uma igreja localizada no topo das Escadinhas de São Cristóvão, em Lisboa. Devido à forte necessidade de preservação, a Igreja entrou para a lista bienal do World Monuments Watch.

## Localização
Situada no Largo de São Cristóvão, na antiga freguesia de São Cristóvão e São Lourenço, em Lisboa, a igreja paroquial de invocação do mártir São Cristóvão de Lícia, que se ergue na velha Mouraria de Lisboa, em sítio dominante na textura da Costa do Castelo de São Jorge, e que ocupa (segundo a tradição mais ou menos aceite) o local onde existiu uma anciana Ermida de Santa Maria de Alcamim, coeva da Reconquista cristã, é um dos raríssimos edifícios da capital que foi milagrosamente poupado pelo terremoto de 1755 na quase totalidade dos seus acervos artísticos. Nas traseiras, seguindo o Beco de São Francisco à esquerda da entrada, encontra-se o pequeno Largo da Achada com uma curiosa casa medieval.

## História
A primitiva igreja foi edificada no 1º quartel do século XIII e toma o nome de Santa Maria de Alcamim.
Há notícia que durante o reinado de D. João I, este doa o padroado da igreja a D. Martinho de Miranda, que seria bispo de Coimbra, e aos sucessores do seu morgado.
Durante o reinado de D. Manuel I a igreja sofreu um incêndio que a deixou totalmente destruída, tendo sido reedificada outra, mais ampla. 
Em 1551, segundo Cristóvão Rodrigues de Oliveira, a igreja tem um prior e cinco beneficiados, rendendo 225 cruzados e cada benefício tem 80 cruzados; tem várias capelas e missas por sufrágio, que rendem 155 cruzados; no templo estão sediadas as confrarias do Santíssimo, São Cristóvão e São Sebastião e a de Nossa Senhora dos Prazeres, que rendem de esmolas 45 cruzados.
Em 1610 é restaurada e em 1671-72 dá-se a conclusão das obras. Entre 1699 e 1703, No seu interior, revestido a talha dourada, destacam-se as 36 telas da autoria de Bento Coelho da Silveira (1617-1708). Em 1701 é igualmente executada a pintura do tecto em brutesco por Estêvão Amaro Pinheiro, Miguel dos Santos e Lourenço Nunes Varela.
O Terramoto de 1755 causou poucos estragos, apenas nas torres, mantendo-se a fachada maneirista da igreja característica do século XVII.
Em 10 de setembro de 1758, nas Memórias paroquiais, assinadas pelo pároco Joaquim Salter de Mendonça, é referido que a paróquia fica junto à Costa do Castelo; a igreja tem oito altares, o mor, com o Santíssimo Sacramento, e os colaterais de Nossa Senhora dos Prazeres, com uma imagem antiga, e o de São Cristóvão; no corpo da igreja, o Crucificado, onde surge uma Sagrada Família, e o de São Miguel, ladeado por São Sebastião e São Francisco Xavier; no lado da Epístola, os altares de Nossa Senhora da Esperança, o de Santo António, ladeado por São João Baptista e São Mamede, e o de Nossa Senhora da Conceição, ladeado por Santa Catarina e São Marcos; o pároco é prior apresentado pelos morgados de Miranda, D. José de Meneses, tendo de renda 500 a 600$000; tem cinco beneficiados com o mesmo rendimento do prior, sendo apresentados por este; tem as Irmandade do Santíssimo, a de São Miguel e Almas e a de Nossa Senhora da Conceição.

## Acervo Artístico
Penetrando no seu espaço, observamos quanto o imóvel é revelador das directrizes artísticas operadas a partir do reinado de D. Afonso VI, quando, sob novos influxos de gosto ítalo-francês, mercê da influência régia de D. Maria Francisca Isabel de Sabóia, a cultura portuguesa se abria mais ao figurino do Barroco internacional. Ecos artísticos romanos, designadamente berniniescos, eram nesta época, enfim, aceites  e reinterpretados, ao invés das severas programações estéticas da geração precedente. Embora ainda tradicionalista no que se refere à estrutura geral, o templo de São Cristóvão constitui, desta nova conjuntura artística protobarroca, um excelente testemunho do espírito renovador que se empreendia.
Bastante decorado interiormente, apresenta os espaços livres das paredes revestidos por quadros a óleo sobre tela, emoldurados a talha dourada. As capelas têm os arcos emoldurados a cantaria e são revestidas por silhares de azulejos policromados formando xadrez. Os altares possuem banqueta e frontal de mármore branco e rosa e, ao fundo, revestimento a talha dourada com colunas pseudo-salónicas, envolvidas em parras e uvas. O tecto da nave tem pintura ornamental exuberante, apresentando 15 quadrelas desenvolvendo-se em torno do painel central, composto por figuração de anjos ao redor de uma custódia barroca. Os quadros a óleo sobre tela são atribuídos à oficina de Bento Coelho da Silveira. Nas actuais capelas mortuárias (corpo S.), encontram-se, embutidas na parede e sob um arco, os túmulos da família Miranda, contendo inscrição gótica. No portal da fachada N. existe a seguinte inscrição: CHRISTOPHORUM / SENET ONERI SEDES TENET IPSE / SONANTEM / EST ONERI SEDES UTRAOP RVQS VO. Junto á Capela-Mor existem 2 lápides, uma no lado esquerdo e outra no direito com a seguinte inscrição " ESTA CAPELLA HE DA / IRMANDADE DO SANTI- / SSIMO SACRAMENTO / DESTA IGREJA E A FIZE / RAM A SVA CVSTA OS IR- / MAOS DELLA E SE ACA- / BOU NO ANNO DE 1671". " A QUAL CAPª LHES DERAO / OS RDOS POR E BENDOS DES- / IGRA COM AS CLAVSV- / LAS E CONDOCOES DA / ESCRITRA FTA NAS NOT- / TAS DO TAM AVRELIO DE / MIRANDA EM OS 13 DE SETBRO DE 1672 ANNOS". Os quadros a óleo sobre tela são atribuídos à oficina de Bento Coelho da Silveira.